# Lancer du poids masculin aux championnats du monde d'athlétisme 1995
Navigation
Stuttgart 1993 Athènes 1997
L'épreuve du lancer du poids masculin des championnats du monde d'athlétisme 1995 s'est déroulée les 8 et 9 août 1995 à l'Ullevi Stadion de Göteborg, en Suède. Elle est remportée par l'Américain John Godina.

## Résultats

### Finale
| Rang               | Athlète            | Pays        | Essais | Essais | Essais | Essais | Essais | Essais | Marque  | Notes |
| Rang               | Athlète            | Pays        | 1      | 2      | 3      | 4      | 5      | 6      | Marque  | Notes |
| ------------------ | ------------------ | ----------- | ------ | ------ | ------ | ------ | ------ | ------ | ------- | ----- |
| Médaille d'or      | John Godina        | États-Unis  | 21.47  | 20.54  | 19.82  | 19.26  | 19.97  | —      | 21.47 m |       |
| Médaille d'argent  | Mika Halvari       | Finlande    | 20.22  | X      | 20.19  | 20.33  | 20.93  | 20.35  | 20.93 m |       |
| Médaille de bronze | Randy Barnes       | États-Unis  | 19.47  | 20.22  | 20.41  | X      | X      | X      | 20.41 m |       |
| 4                  | Oleksandr Bagach   | Ukraine     | 20.38  | 20.23  | 20.27  | 20.28  | X      | 20.16  | 20.38 m |       |
| 5                  | Brent Noon         | États-Unis  | 20.13  | 19.19  | X      | 19.59  | X      | 20.01  | 20.13 m |       |
| 6                  | Oliver-Sven Buder  | Allemagne   | 20.11  | X      | 20.04  | X      | 19.45  | X      | 20.11 m |       |
| 7                  | Roman Virastyuk    | Ukraine     | 19.66  | 18.94  | 19.13  | X      | X      | X      | 19.66 m |       |
| 8                  | Dzimitry Hancharuk | Biélorussie | 19.38  | 19.21  | 19.30  | 19.22  | X      | X      | 19.39 m |       |
| 9                  | Paolo Dal Soglio   | Italie      | X      | X      | 19.38  | 19.30  | X      | X      | 19.39 m |       |
| 10                 | Markus Koistinen   | Finlande    | 19.34  | X      | 18.83  |        |        |        | 19.37 m |       |
| 11                 | Bilal Saad Mubarak | Qatar       | 18.56  | 18.52  | X      |        |        |        | 18.56 m |       |
| 12                 | Aleksandr Klimenko | Ukraine     | 18.26  | 18.23  | X      |        |        |        | 18.26 m |       |

## Légende
Records et Performances
- AR : Record continental (area record)
- CR : Record des championnats (championship record)
- MR : Record du meeting (meet record)
- NR : Record national (national record)
- OR : Record olympique (olympic record)
- PR : Record paralympique (paralympic record)
- PB : Record personnel (personal best)
- SB : Meilleure performance personnelle de la saison (season's best)
- WL : Meilleure performance mondiale de l'année (world leader)
- WJR : Record du monde junior (world junior record)
- WR : Record du monde (world record)

Circonstances et Conditions
- DNF : N'a pas terminé (did not finish)
- DNS : N'a pas pris le départ (did not start)
- DQ : Disqualification (disqualification)
- NM : Aucun essai valable enregistré (No Mark)
- Q : Qualifié « directement » au prochain tour (ou à la prochaine compétition), lors d'une compétition majeure, grâce au classement ou à la réalisation des minima (automatic qualifier)
- q : Qualifié au prochain tour (ou à la prochaine compétition), lors d'une compétition majeure, grâce au repêchage ou à la réalisation de l'une des meilleures performances parmi celles des « non qualifiés directement » (grâce au meilleur temps ou à la meilleure distance par exemple) (secondary qualifier)